# Tacparia deductaria
Tacparia deductaria là một loài bướm đêm trong họ Geometridae.